# Province de Casanare
1660–1857
Entités précédentes :
- Province de Tunja (1660)

Entités suivantes :
- État fédéral de Boyacá (1857)

La province de Casanare, ou gouvernorat de Casanare durant la domination espagnole, était une entité administrative et politique de la Nouvelle-Grenade. Elle fut créée en 1660 et dissoute en 1857. Sa capitale était Pore.

## Histoire
La province de Casanare est initialement un gouvernorat de la vice-royauté de Nouvelle-Grenade (entité coloniale espagnole recouvrant le nord de l'Amérique du Sud).
Après l'indépendance, la province est intégrée à la Grande Colombie, au sein du département de Boyacá. 
Après la dissolution de cette dernière, la province fait partie de la république de Nouvelle-Grenade. 
En 1857, la province fusionne avec les provinces de Tunja, Tundama et Vélez et devient l'État fédéral de Boyacá.

La province de Casanare en 1810
La province de Casanare en 1855